# Marcel De Roeck
Marcel De Roeck (Merksem, 21 april 1912 - Brasschaat, 20 december 1987) was een Belgisch geograaf en hoogleraar.
Hij studeerde aan de Katholieke Universiteit Leuven. Zijn carrière als leraar begon in het Koninklijke Atheneum te Antwerpen.  Hij was een van de eerste Vlaamssprekende geografen die gevraagd werd om in de Brusselse Franstalige commerciële hogeschool (ICHEC) te doceren en gaf voorts les in de Vlaamse Economische Hogeschool.  Op het einde van zijn leven kon men zijn lessen volgen in de UFSIA te Antwerpen. Marcel De Roeck werd beschouwd in de vakkringen als pionier van de aardrijkskundige wetenschappen in Vlaanderen.
Ook voor de regentenopleiding in Vlaanderen heeft Marcel De Roeck actief bijgedragen.  Van Tielt tot Turnhout bracht hij als de “reizende professor” samen met fysicus Leon Thys, vele aankomende leerkrachten de knepen van het vak bij.
Als aardrijkskundige reisde hij de hele wereld rond en werkte voor de BRT mee aan wetenschappelijke tv-programma’s.  Ook menig leerling gebruikte zijn handboeken en atlassen op school.
Marcel De Roeck stond bekend als overtuigd katholiek. In zijn woonplaats Brasschaat stichtte hij samen met August Wuyts de plaatselijke CVP-afdeling, waarvan hij een tijdje voorzitter was. Hij overleed op vijfenzeventigjarige leeftijd.